# Keinen Cent für Ringos Kopf
Keinen Cent für Ringos Kopf (Originaltitel: Massacro al Grande Canyon) aus dem Jahr 1964 ist der erste Western, an dessen Regie  Sergio Corbucci (unter dem Pseudonym „Stanley Corbett“) beteiligt war. Der eigentliche Regisseur war der Amerikaner Albert Band, der den Film auch als Produzent mitverantwortete. Der Film, der in den deutschsprachigen Kinos ab dem 10. März 1967 lief, gehört zu den Werken seiner Gattung, die die meisten Veröffentlichungen erfuhren. Es existieren mehrere Synchronfassungen.

## Handlung
Ex-Sheriff Wes Evans kehrt nach zweijähriger Jagd nach den Mördern seines Vaters in seine Heimatstadt zurück, um seine Verlobte Nancy zu heiraten. In der Stadt tobt ein Kampf zwischen zwei Familien um Weideland und da Wes für tot geglaubt wurde, hat Nancy den ältesten Sohn einer der Kontrahenten, Rudy Dancer, geheiratet. Wes vermittelt zwischen beiden Familien, wird aber von der Familie seiner Ex-Verlobten hintergangen: eine Söldnertruppe wurde zur Entscheidung des Konflikts angeheuert und nachdem diese durch Wes’ Vermittlung aufgekauft wurde, erhöhen die Dancers den Preis, sodass die Söldner nun doch in den Kampf eingreifen. Dabei wird der Tod des jüngeren Sohnes Clay in Kauf genommen, der als Geisel gestellt wurde. Als bei einer Schießerei der Sheriff Burt Cooley getötet wird, können die Bewohner der Stadt zum Eingreifen in den Konflikt bewogen werden, wodurch das Gleichgewicht wieder hergestellt wird. Beim finalen Kampf im Grand Canyon unterliegen die Dancers und Rudy wird getötet. Auf der Farm der Dancers soll nun die Geisel Clay vor den Augen seines Vaters gehängt werden, was jedoch von Wes durch die Präsentation des toten Rudy verhindert wird. Nancy und Wes sind jetzt wieder vereint und wollen sich gemeinsam auf eine Farm zurückziehen.

## Kritik
Das Lexikon des internationalen Films urteilt über den Film: „Durchschnittlicher Italowestern, bleihaltig und dialogreich. Ein weniger bedeutendes Werk im Oeuvre Sergio Corbuccis“; das Filmmagazin Cinema bezeichnet ihn als „kleine Fingerübung des ‚Django‘-Machers“. Der Evangelische Filmbeobachter gelangt zu dem Schluss, bei dem Film handle es sich um einen herkömmlichen Western mit unnötigen Rohheiten, der nur wenig unterhalte. Sein Fazit: überflüssig.

## Bemerkungen
Sergio Corbucci über seine Mitarbeit: „Massacro al Grande Canyon ist einer dieser mysteriösen Filme, die mir zugeschrieben werden, obwohl ich nur ein paar Szenen inszenierte. Es war lediglich ein Söldnerjob. Ich nahm das Geld und flog zurück nach Rom.“
Das Filmlied „The cow-boy song“ interpretiert Rodd Dana. Je nach Fassung taucht es im Film an unterschiedlichen Stellen auf.
In den Credits wird Milla Sannoner auch unter dem Künstlernamen „Jill Powers“ aufgeführt und somit zweimal genannt.

## Synchronisation
Es existieren drei Synchronfassungen des Films. Die erste, gefertigt von der IFU Remagen, ist verschollen. Eine 35-mm-Filmkopie der Fassung von 1965 befindet sich im Medienarchiv Bielefeld. Eine zweite entstand für die Videofassung; da diese auch Musikstücke aus anderen Filmen benutzte (vor allem aus Spiel mir das Lied vom Tod), kann sie aus Lizenzgründen nicht verwendet werden. Für die dritte, 1998 entstandene und auf den erschienenen DVDs enthaltene Fassung wurde eine neue Synthesizermusik aufgenommen, da die originalen Musik- und Geräuschbänder verschollen waren.